# Кулябівка
Куля́бівка — село в Україні, у Яготинській міській громаді Бориспільського району Київської області. Населення становить 321 осіб.

## Історія
Кулябівка заснована у 1759 році.
хутір Кулябівка був приписаний до Троїцької церкві у Яготині.
На початку 1930-их років входило до складу Пирятинського району Полтавської області.
До 1956 року - у складі Переяслав-Хмельницького району Київської області.
З 1956 року - у складі Яготинського району Київської області.
Село постраждало від колективізації та Голодомору — геноциду радянського уряду проти української нації. Під час колективізації і штучного голодомору в селі померло багато людей. Імена 240 односельців вдалося встановити.
У 1993 році на місці масових поховань жертв Голодомору на насипному кургані встанов-лений дерев'яний хрест. Ініціатором встановлення була сільська рада.
28 вересня 2013 року митрополит Переяслав-Хмельницький і Білоцерківський Епіфаній звершив освячення новозбудованого храму святого апостола і євангеліста Іоана Богослова в Кулябівці.

## Люди
В селі народився Непорожній Анатолій Кузьмович (1937—2003) — український скульптор і графік.

## Галерея

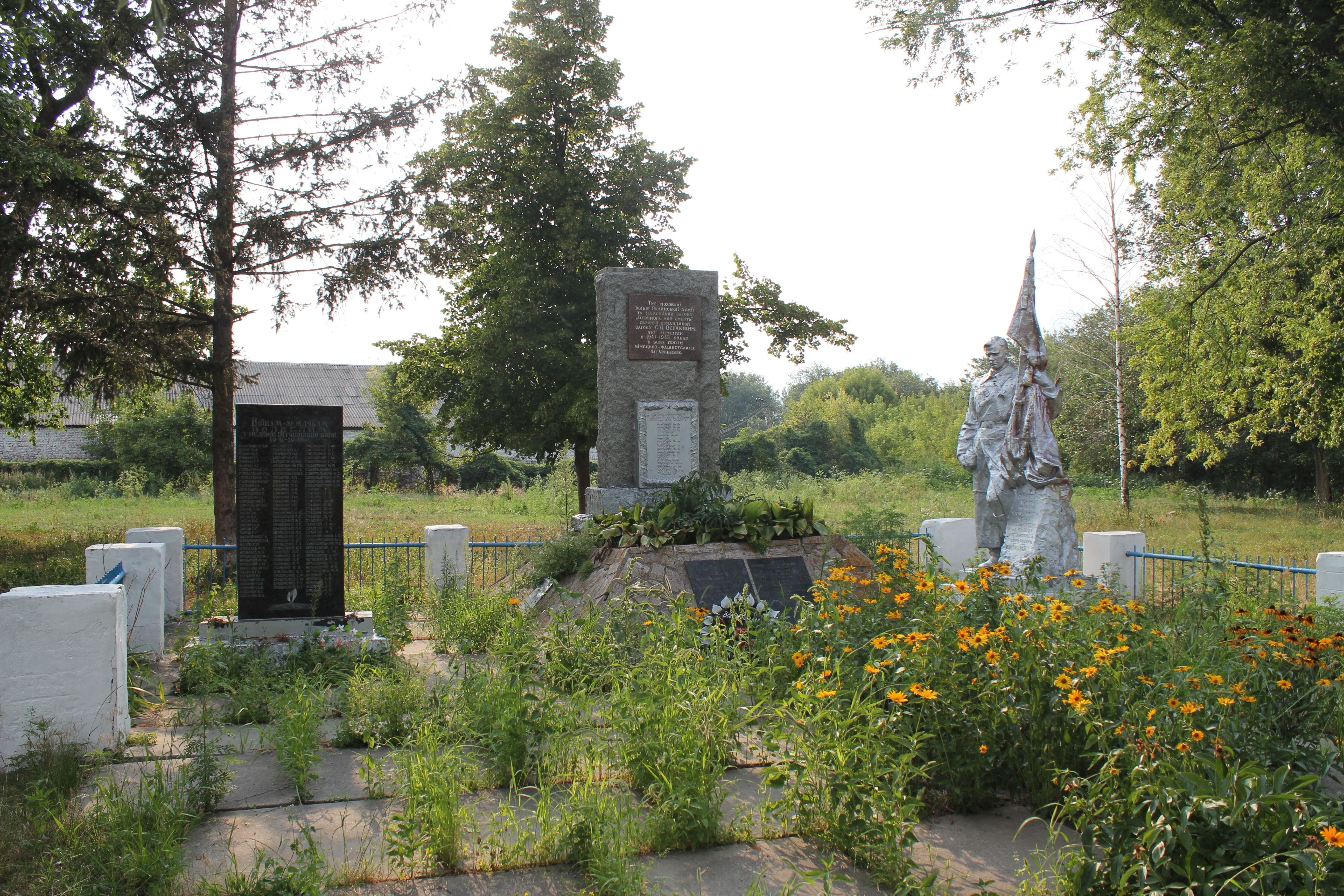
Пам'ятник воїнам-односельцям
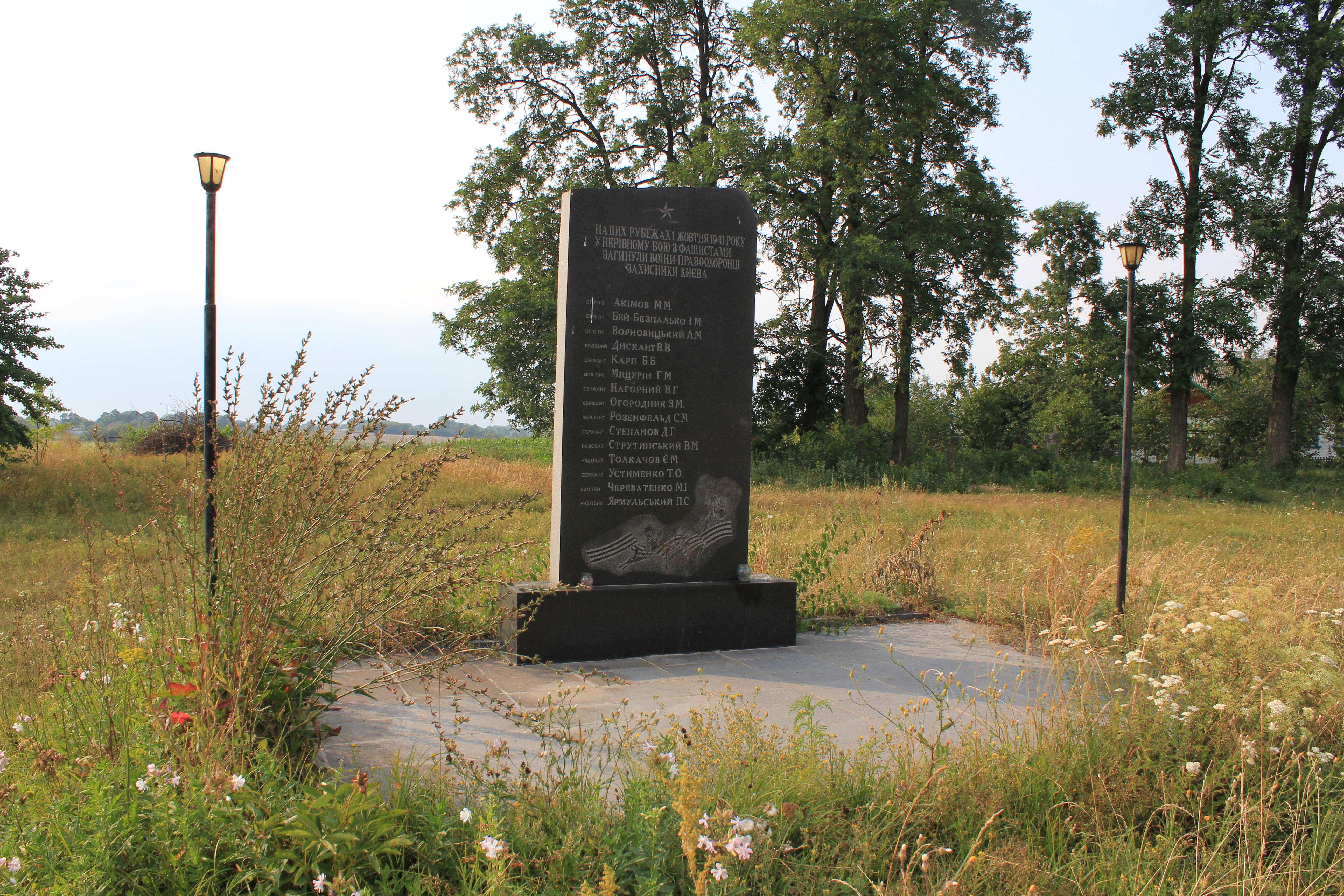
Пам'ятник загиблим воїнам правоохоронцям

## Джерело
- Митрополит Епіфаній звершив освячення храму в Кулябівці [Архівовано 23 вересня 2015 у Wayback Machine.]